# Mallen
Mallen (Mallein/Mallenus), mort vers 1035/36, est un évêque de Grenoble du début du XIe siècle. Il appartient à la dynastie des Guigonides, il est le neveu de l'évêque Humbert Ier, à qui il succède sur le siège épiscopal.

## Biographie

### Origines
Mallen appartient à la dynastie des Guigonides. Il est donné, par la plupart des auteurs, comme le neveu de l'évêque Humbert Ier et cousin de Guigues le Vieux (Marion, 1871 ; Didier, 1936 ; Ripart, 2008 ; site Internet de généalogie Foundation for Medieval Genealogy). Cette parenté repose notamment sur une charte datant de 1012 où il est dit neveu d'Humbert Ier, Malleno nepote meo,,.
En deçà, sa filiation n'est pas connue. Selon certains auteurs, dont Laurent Rippart ou le site Foundation for Medieval Genealogy, l'hypothèse serait que sa mère soit une fille de Guigues Ier († 996) et de Frédéburge/Frédebourg,.

### Épiscopat
Mallen (Mallenus dans le Cartulaires dit de saint Hugues) semble monter sur le siège épiscopal de Grenoble vers 1025, succédant à son oncle Humbert Ier,,.
Mallen est celui des quatre évêques issus des Guigonides qui est à l'origine de l'accroissement de la puissance de la dynastie. Pour Noël Didier, dans son Étude sur le patrimoine de l'église cathédrale de Grenoble (1936), contrairement à son oncle, il « va se comporter plus librement avec ce siège épiscopal ». Il est associé à la charte XVI du second Cartulaire dit de saint Hugues (et non datée) dans lequel l'auteur rappelle comment les Guigonides ont usurpé les biens de l'Église de Grenoble,,. Lors de la rédaction du texte, il semble que l'évêque s'oppose au comte d'Albon. C'est par ailleurs dans ce document que les Guigonides sont associés au « titre de comtes ». Certains auteurs réfutent cependant l'authenticité du document.
L'auteur du texte souligne comment Mallen aurait permis la spoliation des biens épiscopaux par le comte d'Albon,. A-t-il favorisé ou couvert certains agissements frauduleux ? Si le texte cible les Guigonides, il n'indique pas comment ceux-ci ont obtenu ces appropriations, se limitant à parler d'actes « injustes »,. Finalement, les Guigonides obtiennent des biens ayant appartenu au domaine de l'Église de Grenoble en qualité de co-seigneur,. Didier analyse ainsi qu'« il est possible qu'il y ait eu à l'origine de simples faits, Guigues le Vieux occupant, sans le souci d'aucune justification, les propriétés ecclésiastiques. ».
Mallen donne son accord, avec son cousin le comte Guigues, sa femme et ses fils, pour la donation à Saint-Chaffre vers 1030 de la part d'une famille locale. L'année suivant, il conseille avec la reine Ermengarde le roi Rodolphe III de Bourgogne afin de restaurer l'abbaye Saint-André-le-Haut. Vers 1035, il est présent lors d'un accord entre l'abbé de Savigny et l'abbesse de Péloges.

### Mort et succession
La fin de son épiscopat est donnée entre 1035,/1036, au plus tard au cours l'année 1037. L'obit de Mallen est placé, pour le Regeste dauphinois, au  1er février 1036.
Artaud lui succède sur le siège de Grenoble. Ce dernier semble être parent, très probablement le beau-frère du comte Guigues II d'Albon,.